# 纳木
纳木(Nammu)，苏美尔神话中的始祖母神，“创造天地的母亲”、“给众神以生命的母亲”。
“纳木”的书写符号与作为阿勃祖(Abzu)同义词的“恩古拉”书写符号相近，因此她也可能是“地下淡水海”的化身。纳木在埃利都城的众神中起着特殊重要的作用。据苏美尔神话她是世界淡水之神恩奇(Enki)的母亲。在关于恩奇和宁玛赫的神话中，她帮助恩奇和宁玛赫用阿勃祖的泥土创造人类。在阿卡德文献中几乎见不到纳木的名字。